# Belly-Crésus Ganira
Belly-Crésus Ganira (* 25. März 2000) ist ein burundischer Schwimmer.

## Karriere
Ganira nahm 2021 an den Olympischen Spielen in Tokio teil. Dort war er einer der beiden Fahnenträger Burundis. Im Wettbewerb über 100 m Freistil erreichte er Rang 64 von 70.